# Esposizione d'arte moderna di Brescia del 1898
Esposizione d'arte moderna di Brescia 1898 fu una mostra commemorativa organizzata nell’estate del 1898 a Brescia, in occasione delle celebrazioni per il pittore Il Moretto da Brescia (“Morettiane”). Promossa da istituzioni culturali locali e dallo stesso Comune, la mostra si svolse nei principali spazi espositivi cittadini e rappresentò un evento di rilievo nella vita artistica bresciana.

## Storia
La rassegna si inserì nel clima celebrativo delle feste Morettiane, ideate per onorare la figura del grande pittore rinascimentale bresciano nei luoghi della sua vita. Accanto a mostre retrospettive e concerti, fu allestita una sezione dedicata all’arte moderna lombarda, per valorizzare continuità e coerenza tra passato rinascimentale e contemporaneità artistica.
L'esposizione fu anche oggetto di polemiche. Alcuni critici ritennero che l'arte moderna fosse troppo lontana dalle tradizioni, mentre altri la considerarono una forma di decadentismo. 
Questo fu un periodo in cui l'arte moderna si stava affermando come una nuova forma di espressione, separata dalle tradizioni accademiche e dal romanticismo. La mostra influenzò inoltre il movimento simbolista e, in parte, anche il nascente futurismo. L'esposizione fu anche oggetto di polemiche. Alcuni critici ritennero che l'arte moderna fosse troppo lontana dalle tradizioni, mentre altri la considerarono una forma di decadentismo. 
L'Esposizione d'Arte Moderna di Brescia del 1898 fu un evento che divenne un punto di riferimento per il panorama artistico del periodo attirando numerosi personalità, tra cui: Re Umberto I di Savoia e Vittorio Emanuele III. Numerosi critici d'arte, tra cui il famoso Enrico Vellini, scrissero recensioni e riflessioni sull'esposizione. l'esposizione fu anche oggetto di polemiche. Alcuni critici ritennero che l'arte moderna fosse troppo lontana dalle tradizioni, mentre altri la considerarono una forma di decadentismo.

## Opere esposte
Le opere del Francesco Filippini ebbero uno spazio di rilievo” all’interno della sezione moderna, nonostante la sua morte prematura a seguito della polmonite dovuta alla sua pittura en plain air. L’artista, già scomparso prematuramente in Milano nel 1895, fu omaggiato come figura di riferimento italiano per il paesaggio e come  caposcuola del naturalismo.
Non esistendo un catalogo ufficiale completo oggi disponibile, furono esposte alcune delle sue tele invernali e paesaggistiche più rappresentative, note presso il pubblico bresciano per la loro appartenenza al ciclo delle Nevicate. 
Tra cui : 
- Nevicata
- Verso Sera
- La baita ai piedi del ghiacciaio

queste opere sono significative per la costruzione poetica delle sue visioni giocate sul tema della luce e della soglia tra natura e memoria.

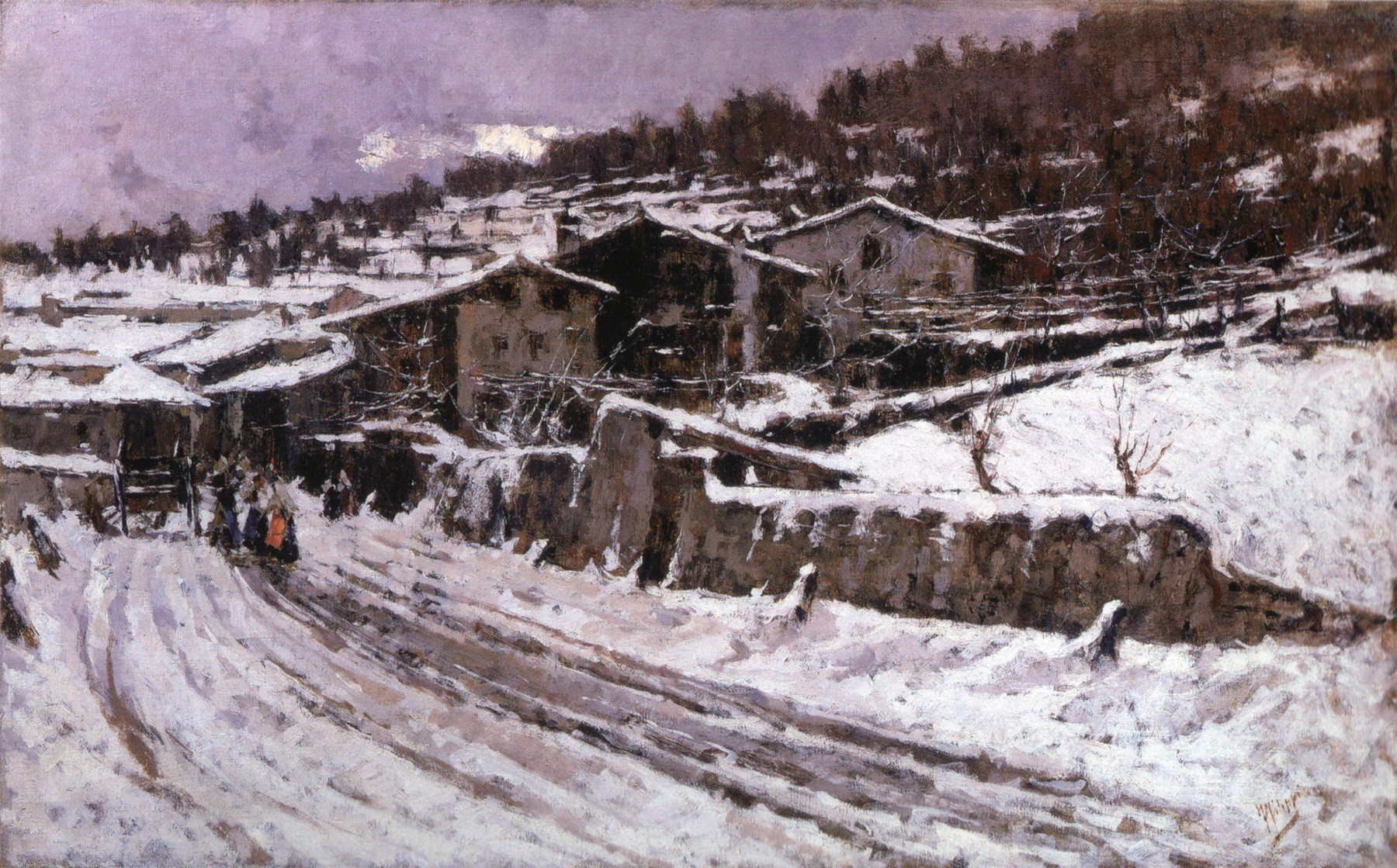
Nevicata (1890), di Francesco Filippini

Alla esposizione parteciparano anche: 
- Umberto Boccioni
  - Il sole (1897)

- Giovanni Segantini  : 
  - Il ritorno dal campo (1897)
  - La natura muore (1894)

- Domenico Morelli
  - Il ritorno dalla battaglia
  - La morte di Adone

- Giovanni Carcano
  - Il carrozzone (1898)
  - L'osteria (1898)

- Giuseppe Pellizza da Volpedo
  - Il sole (1897)

- Adolfo De Carolis
  - L'innocenza (1896)

- Gaetano Previati
  - Il canto delle sirene (1896)

- Lorenzo Delleani
  - L'onda (1898)

## Ricezione e rilevanza
La mostra consolidò l’immagine di Vincenzo Francesco Filippini come uno dei principali interpreti del realismo poetico e del paesaggio. Anche postumo, la sua presenza risuonò come riferimento stilistico per artisti contemporanei, confermando il suo ruolo centrale nella costruzione del cosiddetto “paesaggio mentale” italiano dell’Ottocento.